# Киевская 6-я гимназия
Киевская 6-я гимназия, Киево-Лукьяновская гимназия — казённая мужская гимназия, основанная в Киеве в 1908 году.
Вопрос об открытии в Киеве шестой мужской гимназии обсуждался городской думой в течение нескольких лет. Гимназию предполагалось открыть на Лукьяновке, так как местные жители вынуждены были посылать своих детей в учебные заведения других частей города. Наконец, 21 сентября 1908 года гимназия была открыта в составе трех классов: приготовительного, 1-го и 2-го.
Первоначально гимназия арендовала особняк генерала Пышенкова на Большой Дорогожицкой улице, а в 1913 году переехала в собственное здание на той же улице, построенное инженером П. А. Жуковым по проекту архитектора А. В. Кобелева (современный адрес — улица Юрия Ильенко, 81). В годы Первой мировой войны в здании находился госпиталь Красного Креста.
В 1909 году почётным попечителем гимназии был утвержден городской голова И. Н. Дьяков. Среди известных воспитанников: генетик Ф. Г. Добржанский, окончивший гимназию в 1917 году, и епископ РПЦЗ Антоний (Синкевич), учившийся в ней в 1913—1919 годах.
В 1916—1917 учебном году в гимназии было 8 основных, 6 параллельных и один приготовительный класс; число учащихся составляло 664 человека, плата за учение — 60 рублей в год.
В настоящее время в бывшем здании гимназии располагается 6-й корпус Киевского национального экономического университета.

## Директора
- хх.09.1908 — хх.хх.1910 — и. о. директора Всеволод Фёдорович Соколов[6]
- 23.08.1910 — хх.хх.1918 — Дмитрий Порфирьевич Янковский
- 19.04.1918 — хх.хх.1919 — Александр Владимирович Липеровский